# Hank Klibanoff
Hank Klibanoff (né en 1965 à Florence, Alabama) est un journaliste américain, professeur à l'université Emory. Avec Gene Roberts (en), il remporte en 2007 le prix Pulitzer d'histoire pour son ouvrage The Race Beat: The Press, the Civil Rights Struggle, and the Awakening of a Nation.

## Biographie
Hank Klibanoff nait et grandit à Florence, Alabama. Il est diplômé du Coffee High School (en) à Florence, et poursuit à l'université Washington de Saint-Louis, où il a pour professeur Howard Nemerov. Il y obtient son diplôme en anglais. Il obtient master en journalisme à la Medill School de l'université Northwestern.
Il est directeur de la rédaction de The Atlanta Journal-Constitution jusqu'à sa démission, le 24 juin 2008. Il est le vice-directeur de la rédaction pour The Philadelphia Inquirer, où il travaille pendant 20 ans. Il est journaliste pendant six ans au Mississippi et trois ans au Boston Globe.
Klibanoff est actuellement directeur du programme de journalisme à l'université Emory à Atlanta, en Géorgie,.